# (10015) Valenlebedev
(10015) Valenlebedev est un astéroïde de la ceinture principale.

## Description
(10015) Valenlebedev est un astéroïde de la ceinture principale. Il fut découvert le 27 septembre 1978 à Nauchnyj par Lioudmila Tchernykh. Il présente une orbite caractérisée par un demi-grand axe de 2,20 UA, une excentricité de 0,20 et une inclinaison de 0,8° par rapport à l'écliptique.
Il porte le nom du cosmonaute soviétique Valentin Vitalevich Lebedev.

## Compléments